# ヨーゼフ・アラーベルガー
ヨーゼフ・アラーベルガー （Josef Allerberger, 1924年12月24日 - 2010年3月2日 ）は、第二次世界大戦中のナチス・ドイツの軍人。最終階級は上級兵長(Obergefreiter)。第二次世界大戦中の東部戦線で、活躍したエーススナイパーの一人。ゼップ（Sepp）の愛称でも知られる。

## 略歴
1924年、オーストリアのシュタイアーマルク州ザルツブルク近郊の小村で家具職人の親方の息子として生まれる。1938年のドイツとオーストリアの併合後、1942年に18歳でドイツ国防軍に入隊し、山岳猟兵となる。
第二次世界大戦では、第3山岳師団第144連隊に配属され東部戦線に赴く。当初は軽機関銃を担当し、狙撃銃との縁はなかったが、ソ連領スタヴロポリでの戦闘で負傷し、その治療中に鹵獲品のソ連軍の狙撃銃の試射・分析を担当。その銃を手に戦場へ戻ると、27名の敵兵を倒し上官に狙撃手の適性を認められ、ゼーターラーアルペの陸軍演習場に送られ、同地の狙撃兵課程を優秀な成績で修了した。
新たな狙撃銃K98k（6倍スコープを装着）を手に再び東部戦線に復帰したアラーベルガーは、悪化する戦況の中で獅子奮迅の活躍を見せ、1945年の終戦までに通算257名の赤軍兵士を倒した。これはマティアス・ヘッツェナウアーに次ぐ独軍第2位の記録であるとされる。
これらの活躍により鉄十字勲章（1級および2級）、黄金（1級）狙撃手章等数々の勲章を得る。さらに1945年4月には同僚の狙撃手ヨーゼフ・ロートと共にフェルディナント・シェルナー元帥から騎士十字章を受章した。しかし、その翌月にはドイツの敗戦をチェコで迎え、戦友とともにオーストリアの米軍占領地区への逃避行を図る。途中で数名の戦友をチェコパルチザンとの戦闘で失うも本人は他の3名の戦友とともに故郷にたどり着いた。当時その地区の米軍はドイツ兵捕虜をソ連軍に引き渡していたため、辛くもソ連地区への輸送車に搭乗寸前に再び脱走を図って成功している。こうしてアラーベルガーは3年の軍歴にピリオドを打った。
故郷に戻った後に家業の家具職人を継ぎ、ヘートヴィクという名の女性と結ばれて一般人としての生活を送っていた。その後はほとんど表舞台でその名を聞くことは出来なかった。
2005年に出版されたアルブレヒト・ヴァッカーの筆になるアラーベルガーの伝記 "Im Auge des Jägers"（「猟兵の眼に（焼き付けられた戦場）」の意。邦題：『最強の狙撃手』）において、ソ連軍将兵がドイツ軍捕虜、特に狙撃兵に対して行ったとされる苛烈な虐殺や、民間人への残虐行為、食人行為について触れられていることが一部で波紋を呼んでいる。同書は初期の版ではフランツ・カルナーという仮名を使用していたが、2004年12月の時点で存命中であったアラーベルガー本人の許可を得て、第4版から実名での記述となった。2010年3月2日にオーストリアのヴァルス・ズィーツェンハイムで85歳で死去。

## 逸話
本人いわく、都市型迷彩を施した傘をカモフラージュに狙撃を行っていたという。
また上記の伝記には、観測弾（B弾、Beobachtungspatrone）を使うことが敵味方の双方で常態化していたことに触れた記述が多い。観測弾はもともと航空機の搭載機関銃用で、弾丸が命中すると内蔵された火薬が炸裂して白煙を発し、射手に着弾点を示す。これを人体に対して用いると腕が千切れたり、顎が吹き飛ぶなどの残酷な傷をもたらす。観測弾の対人使用はハーグ陸戦条約に違反するが、前線部隊では敵に恐怖心を与える手段として多用されていたという。

## 文献
- アルブレヒト・ヴァッカー著、中村康之訳　『最強の狙撃手』　原書房、2007年、ISBN 978-4-562-04070-4。